# Văn Hường
Văn Hường tên thật là Nguyễn Văn Hường (23 tháng 3 năm 1934 – 7 tháng 12 năm 2023) là một ca sĩ vọng cổ Việt Nam. Ông được khán giả đặt cho ông biệt danh "Vua vọng cổ hài".

## Tiểu sử
Ông sinh năm 1934 tại Thủ Đức, xã Long Thạnh Mỹ trong một gia đình nhà nông. Ban đầu, ông chỉ nghe đài phát thanh, thuộc nằm lòng rất nhiều bài bản, câu hò điệu lý.
"Khoảng 15 tuổi, nghệ sĩ Văn Hường từ giã quê hương lên Sài Gòn... bán hột dưa ở rạp cải lương nổi tiếng bấy giờ là Nguyễn Văn Hảo (nay là rạp Công Nhân thuộc Nhà hát Kịch TP HCM - 30 Trần Hưng Đạo, Quận 1, TP HCM). Nghệ sĩ Lệ Liễu thấy anh còn nhỏ mà ca rất mùi bèn rủ hát cùng. Tình cờ, ông bầu Bảy Cao - Bầu gánh hát Hoa Sen ghé chơi, nghe Văn Hường ca, ông chú ý và cùng nhiều nghệ sĩ khác đến xem để nhận xét. Trong số những người trong nghề đến nghe Văn Hường ca, có soạn giả NSND Viễn Châu và từ khi lọt vào mắt xanh "Vua vọng cổ", cuộc đời Văn Hường sang một trang mới" - NSƯT Minh Vương kể lại.
Văn Hường không được đẹp trai, miệng lại móm và thiếu chiều cao, nên khi nghe bầu Bảy Cao và soạn giả NSND Viễn Châu hướng dẫn làm hề ca, ông đồng ý ngay. Thời đó, ông được "Vua vọng cổ" sáng tác nhiều bài ca cổ hài, khởi nguồn cho trào lưu viết vọng cổ hài thập niên 1960, mà nổi tiếng nhất là bài "Tư Ếch đi Sài Gòn".
Năm 1972, nghệ sĩ Văn Hường hợp tác với vua ngâm thơ Tao Đàn – cố NS Thanh Hải lập đoàn hát riêng mang tên "Thanh Hải - Văn Hường". Sau ngày đất nước thống nhất, ông về cộng tác với Đoàn cải lương tập thể Thống Nhất (Tây Ninh), sau đó về Đoàn cải lương Sống Chung (Phước Chung). Năm 1987 do lớn tuổi, ông từ giã sân khấu, lui về mở quán nghệ sĩ Văn Hường tại phường Long Thạnh Mỹ, TP Thủ Đức, TP HCM cho đến ngày nay.
Ở tuổi gần 80, NS Văn Hường bộc bạch: "Đã qua tuổi thất thập cổ lai hi, còn có khán giả yêu mến, đêm đêm còn được ca theo yêu cầu của người yêu bài ca cổ hài đó là niềm vui, niềm hạnh phúc lớn lao nhất của một nghệ sĩ về chiều như tôi. Như đã nói, hễ còn "ự" được tui cứ "ự", cho đến khi nào hết thở thì thôi!".
Ông từ trần lúc 19 giờ, ngày 7 tháng 12 năm 2023, vì tuổi cao sức yếu.

## Các nhạc phẩm do Văn Hường trình bày
- Ba ông thầy bói
- Chó mực đầu cáo
- Chuyện tôi đi lính
- Đời là gì?
- Đi hát cải lương
- Hiệp sĩ say giải nghệ
- Kể tuồng sân khấu
- Khúc nhạc đồng quê
- Làm vua buồn lắm
- Rapport táo quân
- Tai nạn Honda
- Tại tôi tuổi Sửu
- Tào Tháo cháy râu (Trần Hà)
- Tiền bạc, bạc tiền
- Tề thiên đại thánh
- Tôi đi hớt tóc
- Tôi thua số đuôi
- Tư Ếch đi chợ
- Tư ếch đi hội chợ
- Tư Ếch, Ba Râu đi xem đại nhạc hội
- Tứ đổ tường
- Tư Ếch đại chiến Văn Hường
- Văn Hường đi Suzuki
- Văn Hường đội sổ về trời
- Văn Hường mê số đề
- Văn Hường năm vợ
- Văn Hường thương vợ nhỏ
- Vợ tôi đẹp ác
- Vợ tôi đi coi bói
- Vợ tôi mê tân nhạc
- Vợ tôi nói tiếng Tây
- Vợ tôi tôi sợ